# Pectin de Montesquiou

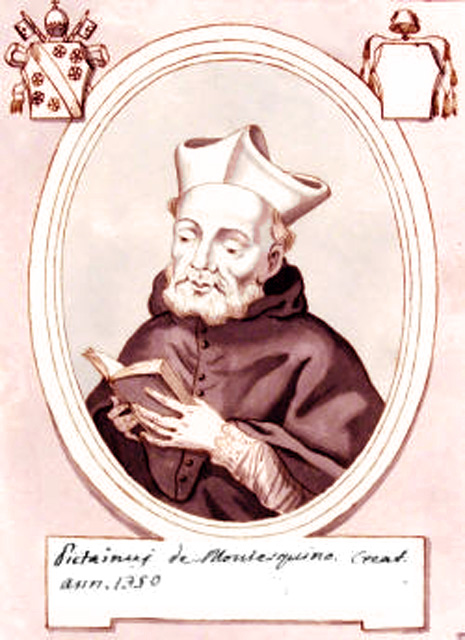
Pictavinus de Montesquino, in: Gaetano Moroni, Dizionario di erudizione storico-ecclesiastica da S. Pietro sino ai giorni nostri, 1840

Pectin oder Peytavin de Montesquiou (* Ende des 13. Jahrhunderts im Bistum Auch; † 1. Februar 1355, wahrscheinlich in Avignon), genannt „Kardinal von Albi“, war ein französischer Kleriker des 14. Jahrhunderts.

## Leben
Pectin de Montesquiou ist der dritte Sohn von Raimond Emeric (III.) de Montesquiou, Baron de Montesquiou, und Longue de Montault, dessen zweiter Ehefrau. Als jüngerer Sohn war er für den geistlichen Stand bestimmt und wurde Kleriker und Kanoniker im Domkapitel von Bazas.
Anfang Juni 1325 erwarb er ein Doktorat in utroque iure, d. h. Kanonisches Recht und Zivilrecht. Am 19. des gleichen Monats wurde er zum Bischof von Bazas gewählt. Am 12. September 1334 wurde er Bischof von Maguelonne, später Bischof von Lodève. 1337 wurde er zum Apostolischen Legaten im Heiligen Römischen Reich ernannt, um sich über die Anordnungen Kaiser Ludwigs IV. zu informieren, die die Kirche betrafen. Am 27. Januar 1339 wurde er Bischof von Albi.
De Montesquiou wurde im Konsistorium vom 17. Dezember 1350 von Papst Clemens VI. zum Kardinalpriester von Santi XII Apostoli ernannt (das Amt in Albi gab er daraufhin auf). Am 3. Februar 1351 trat er der päpstlichen Kurie in Avignon bei. Er nahm am Konklave von 1352 (16.–18. Dezember) teil, in dem Innozenz VI. gewählt wurde.
Der Kardinal von Albi starb am 1. Februar 1355, wahrscheinlich in Avignon. Er wurde in der Kathedrale von Maguelone bestattet.